# Eppan (Adelsgeschlecht)

Wappen

Die Grafen von Eppan waren illegitime Abkömmlinge der älteren Welfen und entstammten vermutlich der Linie der Grafen von Bozen. Sie hatten ihren Hauptsitz ab etwa der Mitte des 12. Jahrhunderts auf der Burg Hocheppan westlich von Bozen. Zwar wurde die Burg, nachdem die Eppaner 1158 eine päpstliche Gesandtschaft überfallen hatten, durch eine Strafexpedition unter dem Welfen Heinrich dem Löwen zerstört, danach aber wieder aufgebaut. Etwa zur gleichen Zeit begannen die Grafen von Tirol mit den Eppanern um deren Besitzungen und Rechte in Trient zu konkurrieren. Nach jahrzehntelangen Auseinandersetzungen konnten die Grafen von Tirol diesen Kampf für sich entscheiden. Das Geschlecht der Grafen von Eppan erlosch im Jahre 1273 mit dem Tod Egnos, Fürstbischof von Trient.

## Wappen
Ein heraldisch nach rechts gerichteter goldener Löwe in rotem Feld, welcher mit beiden Pranken eine blau und weiß gestreifte Lanzenstange hält, auf welcher sich eine Fahne befindet, die von rechts oben nach links unten diagonal in zwei Felder geteilt ist. Die obere Hälfte der Fahne ist blau, die untere weiß. (Das ursprüngliche Wappen der Welfen war ein blauer Löwe in goldenem Feld.)

## Geschichte

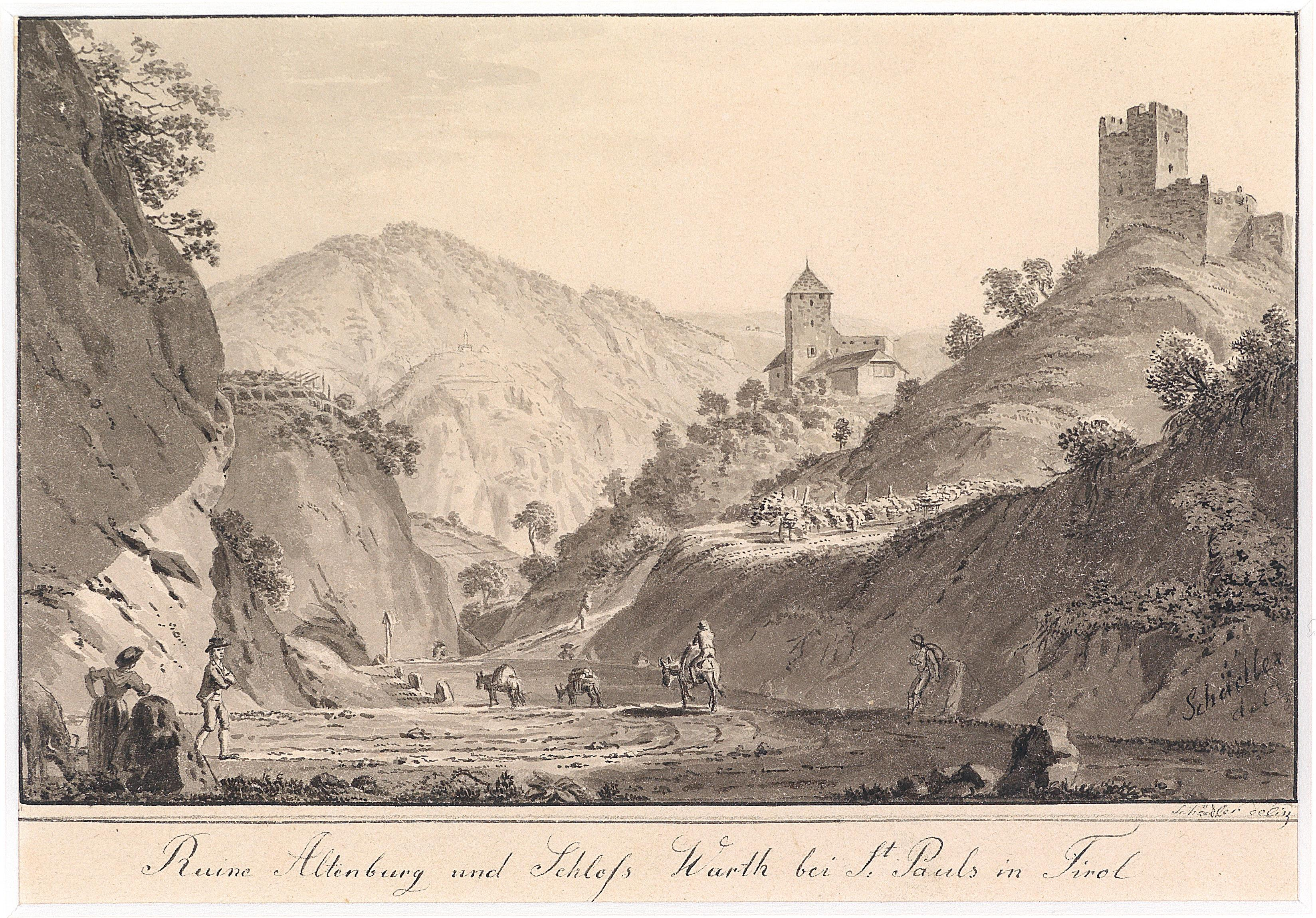
Ruine der Altenburg (rechts) vor Burg Warth bei St. Pauls, um 1820

Die Linie der Grafen von Eppan wurde durch Ulrich, den jüngsten Sohn des Grafen Friedrich von Bozen, begründet. Sie werden aufgrund eines Ablassbriefes Egnos von Eppan aus dem Jahr 1270, welcher eine Verwandtschaft mit den älteren Welfen vermuten lässt, als illegitime Abkömmlinge derselben angesehen. Die Grafschaft Eppan erstreckte sich über das von Friedrich von Bozen 1110 vererbte Gebiet rechts der Etsch, welches die Pfarren Eppan und Tisens umfasste. Zentrum der Herrschaft war die Altenburg, deren Burgkapelle aus Platzmangel neben der Pfarrkirche im Pfarrdorf errichtet wurde. Graf Ulrich begründete zusammen mit Bischof Altmann von Trient das Regularkanonikerstift St. Michael an der Etsch, welches am 29. September 1144/45, dem Michaelstag, geweiht wurde. Es wird vermutet, dass das Stift als Memorialkirche und Grablege der Grafen von Eppan geplant war.
Die Söhne Graf Ulrichs, Friedrich I. und Heinrich I., gerieten in besitzrechtliche Streitigkeiten mit den Grafen von Tirol, bei welchen der Bischof von Brixen eine Vermittlerrolle einnahm. 1156 nahmen die Brüder den Bischof von Trient und zwei Abgesandte des Papstes aus unbekannten Gründen gefangen. 1158 schickte der Papst seine beiden vornehmsten Kurienkardinäle mit Ehrengaben für Kaiser Friedrich Barbarossa nach Deutschland, doch an der Salurner Klause wurden sie von den Rittern der Haderburg, die den Grafen von Eppan gehörte, überfallen und ausgeraubt. Die Kardinäle nahm man gefangen und forderte Lösegeld für sie, worauf Herzog Heinrich der Löwe von Bayern mit einer Strafexpedition reagierte und mehrere Burgen der Grafschaft Eppan zerstörte, unter anderem die Altenburg ober dem Warttal, welche zu diesem Zeitpunkt der Hauptsitz der Grafen war.

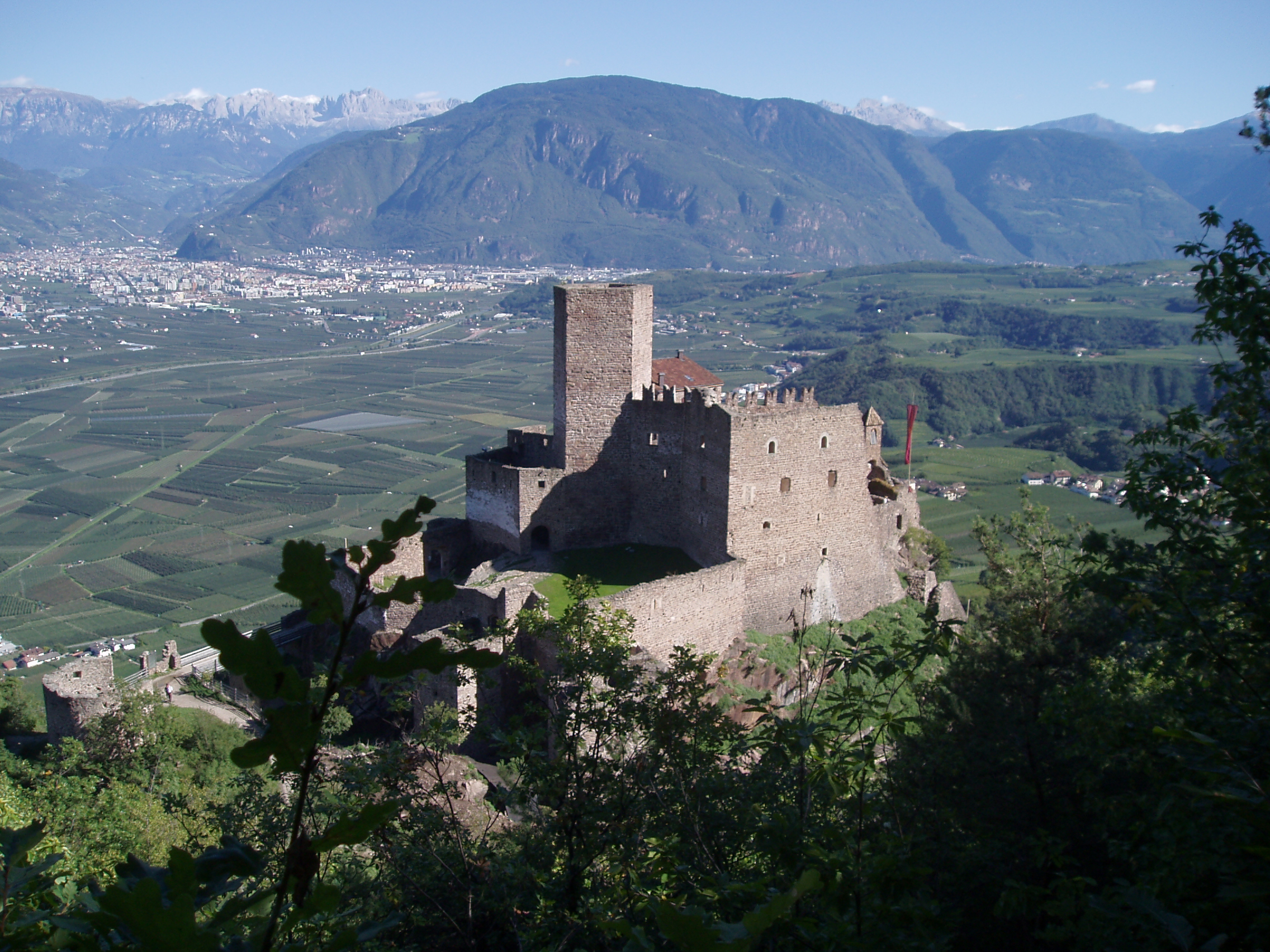
Burg Hocheppan, im Hintergrund Bozen

Wie die Grafen von Eppan den Einfall Heinrichs des Löwen überstanden, ist unklar, es wird jedoch angenommen, dass dieses Ereignis die Eppaner um das Jahr 1160 zum Bau einer neuen Burg im Gaider Graben veranlasste, welche aufgrund der neuen Lage leichter zu verteidigen sein sollte, die Burg Hocheppan. Nach dem Tod Graf Anolds von Morit-Greifenstein begann ein Erbstreit um die Grafschaft Bozen zwischen den Eppanern und den Grafen von Tirol, welchen die Tiroler 1170 für sich entscheiden konnten. Ulten war das einzige Gebiet, welches infolge dieser Auseinandersetzungen an die Eppaner fiel. Graf Friedrich von Eppan verlegte um 1170 seinen Hauptwohnsitz nach Ulten auf die heutige Burgruine Eschenlohe. Trotz dieser Verlegung blieb diese Linie als die Hauptlinie der Grafen von Eppan bestehen.
Nachdem Friedrich I. 1170 nach Ulten gezogen war, residierte Heinrich I. weiterhin auf Burg Hocheppan, welche sich zu diesem Zeitpunkt bereits vollständig in seinem Besitz befand. Nach dem Tod Friedrichs um 1190 trat Egno von Ulten sein Erbe an, was zu Unstimmigkeiten zwischen ihm und Heinrich führte. Als Resultat dieser Auseinandersetzungen ging Eppan in den Besitz von Graf Egno von Ulten über, während Heinrich das von Eppan abgetrennte Andrian und Nals erhielt. Unter Egno von Ulten kam es zu einem Wiederaufbau der 1158 zerstörten Burg auf dem Altenburger Hügel, welche 1195 fertiggestellt werden konnte. Unter Egnos Nachfolger, Ulrich III., kam es zu einer Vergrößerung und Umgestaltung der Burg Hocheppan. Das Erbe Heinrichs I., die Herrschaft über Andrian und Nals, wurde 1200 von seinem jüngsten Sohn Heinrich II. angetreten. Unter Heinrich II. kam es zur Erbauung der Burg Andrian. Nach dem Tod Heinrichs II. übernahm sein Sohn und damaliger Domherr von Trient, Egno, um 1231/37 die Besitztümer seines Vaters. 1241 wurden die beiden Söhne Ulrichs V., Georg und Friedrich IV., Erben der Grafschaft von Eppan. Der frühe Tod der beiden Erben leitete das Ende der Linie der Grafen von Eppan ein.

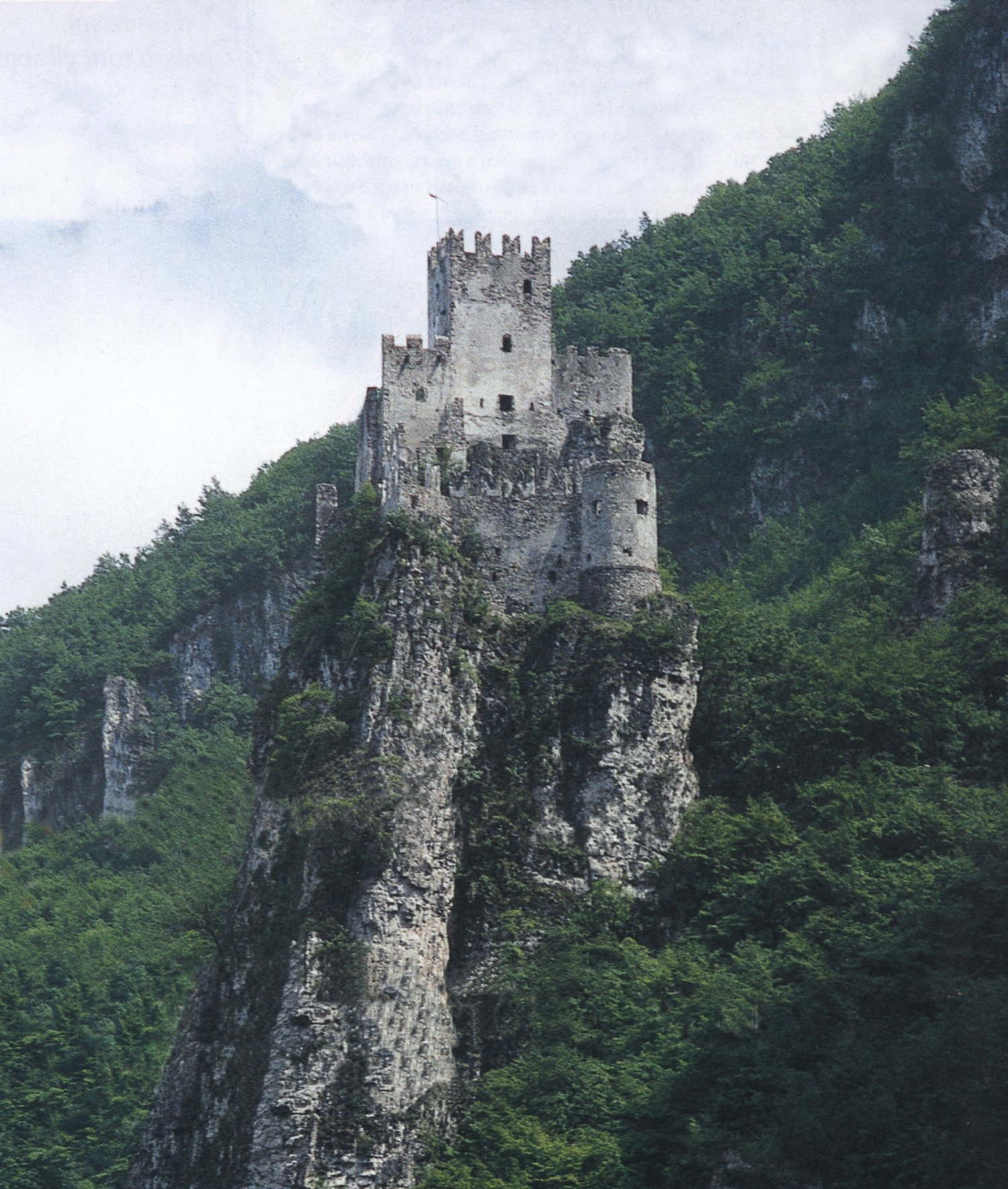
Die Haderburg in Salurn
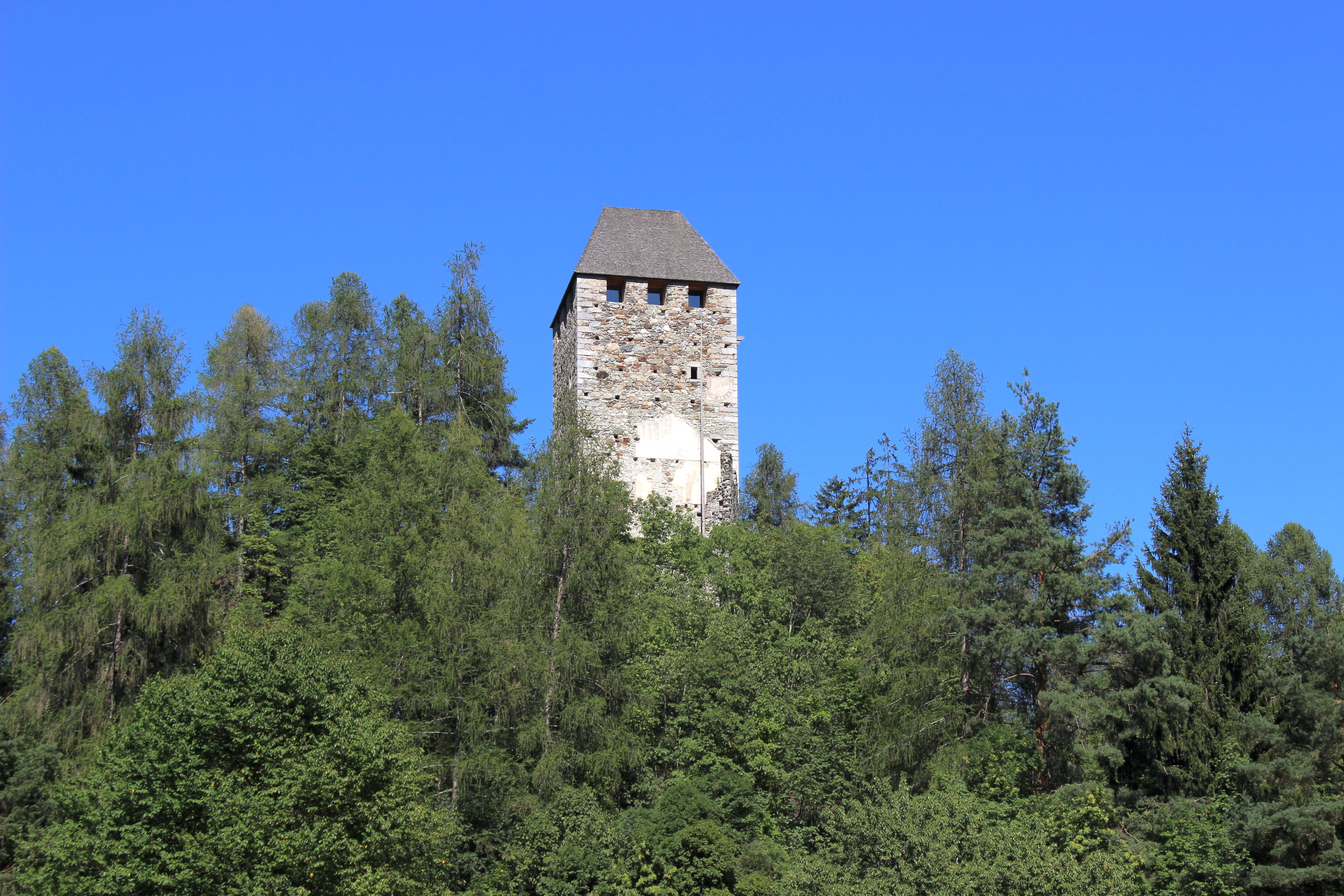
Burgruine Eschenlohe in St. Pankraz
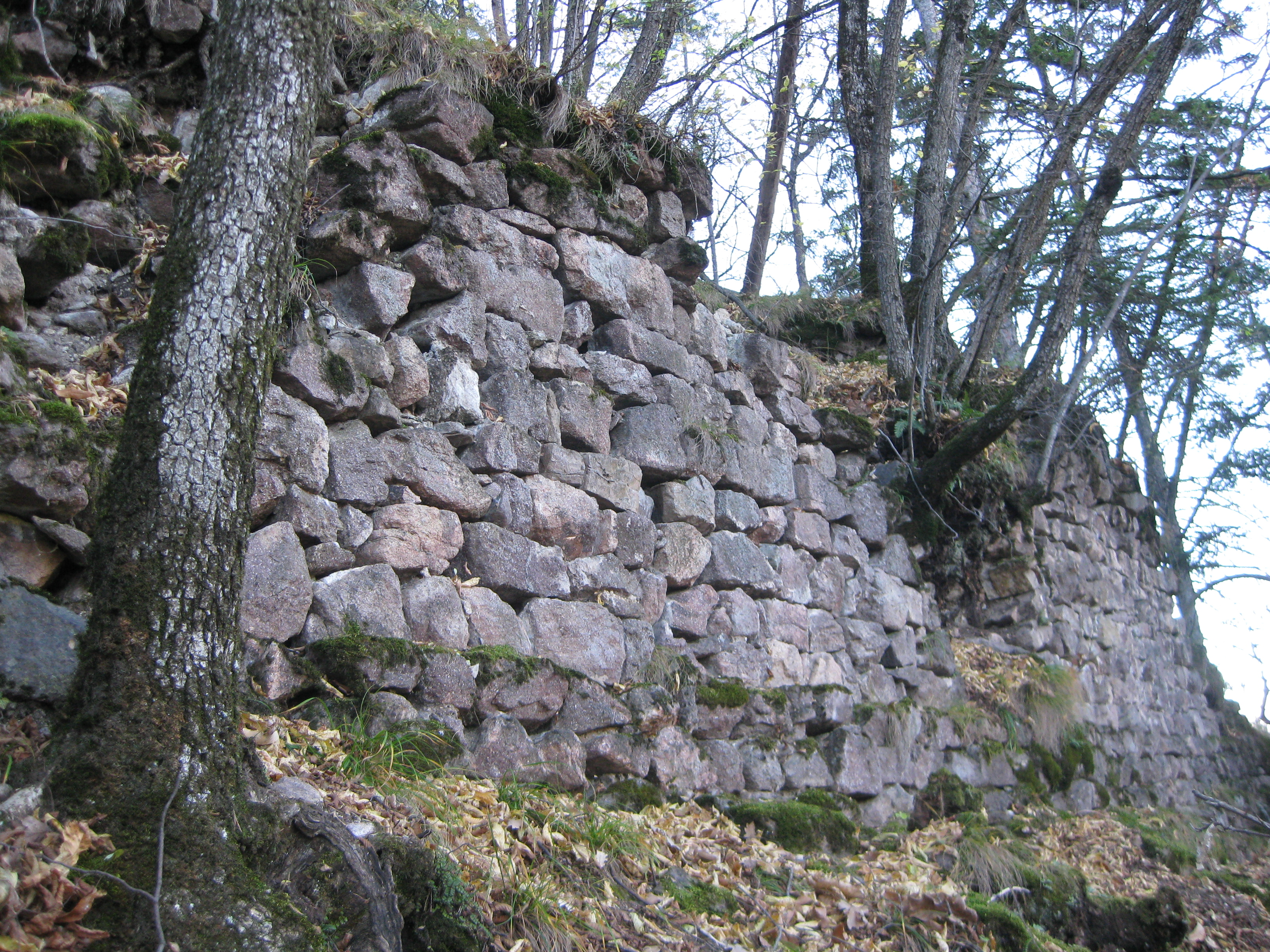
Burgruine Andrian

## Genealogie
1. Friedrich von Bozen (1078 erwähnt)
  1. Arnold II. (* um 1070; † um 1130), Vogt von Brixen, Graf von Morit ⚭ Irmengard
    1. Arnold III († 1167/68)

  2. Heinrich (1116 erwähnt)
  3. Ulrich I. (* um 1085; † um 1150/55), Graf von Eppan ⚭ Adelheit
    1. N.N. († um 1142)
      1. Adelbert (* um 1140; † um 1160/72)

    2. Friedrich I. (* um 1120; † um 1184) ⚭ Machtilt († 1214)
      1. Ulrich II. (* um 1145; † um 1188)
      2. Gebezo († vor 1186)
      3. Arnold († um 1189)
      4. Friedrich II. († 1194), Abt von Marienberg
      5. Adelheid ⚭ Kuno, Graf von Mögling[6]
      6. Egno I. († 1209/10) ⚭ Irmengard von Ronsberg
        1. Heinrich III. (* um 1191)
        2. Ulrich IV. (* um 1193; † um 1248), Graf von Ulten ⚭ Juta
        3. Sophia ⚭ Bertold von Eschenloch

    3. Machtilt († 1173) ⚭ Egno († 1192), Vogt von Matsch
    4. Heinrich I. (* um 1125/30; † um 1200), Graf von Eppan ⚭ Maria († um 1170/73)
      1. Ulrich III. (* um 1168; † um 1240), Graf von Eppan ⚭ N.N.
        1. Bertold (* um 1195; † um 1211/17)
        2. Adelheid († um 1264) ⚭ Hugo von Taufers

      2. Heinrich II. (* um 1170; † um 1230), Graf von Eppan ⚭ N.N.
        1. Ulrich V. (* um 1195; † um 1225/36) ⚭ N.N.
          1. Georg (* um 1225; † um 1251/54)
          2. Friedrich IV (* um 1225; † um 1249/54)
          3. Sophia ⚭ Albero von Wangen
          4. Elisabeth († um 1263/73) ⚭ Hugo von Velturns

        2. Heinrich IV. (* um 1194; † um 1227/37)
        3. Egno II. (* um 1197; † 1273), Fürstbischof von Brixen, Fürstbischof von Trient